# Plounérin
Plounérin (en bretó Plounerin) és un municipi francès, situat a la regió de Bretanya, al departament de Costes del Nord. L'any 1999 tenia 696 habitants. El 29 de juliol de 2005 el consell municipal va aprovar la carta Ya d'ar brezhoneg.

## Demografia
| 1962                                       | 1968 | 1975 | 1982 | 1990 | 1999 |
| ------------------------------------------ | ---- | ---- | ---- | ---- | ---- |
| 845                                        | 785  | 701  | 689  | 649  | 696  |
| Des de 1962: població sense dobles comptes |      |      |      |      |      |

## Administració
| Període | Identitat           | Partit |
| ------- | ------------------- | ------ |
| 2001-   | Pascal Vieilleville | PCF    |

## Personatges il·lustres
- Yann-Vari ar Jan, poetes en bretó.